# Josef Stummvoll
Josef Stummvoll (* 19. August 1902 in Baden bei Wien; † 22. März 1982 ebenda) war ein österreichischer Bibliothekar und von 1949 bis 1967 Generaldirektor der Österreichischen Nationalbibliothek.

## Leben
Stummvoll absolvierte zunächst ein Studium der Chemie, fühlte sich aber zum Bibliothekarsberuf hingezogen und trat 1925 in den Dienst der Deutschen Bücherei Leipzig. Weitere Karrierestationen waren Aufenthalte in der Türkei von 1933 bis 1937 und das Reichspatentamt in Berlin von 1939 bis 1942. Im Mai 1946 trat Stummvoll, aus der Kriegsgefangenschaft heimgekehrt, in die Österreichische Nationalbibliothek ein; noch vor Jahresende wurde er zum Stellvertreter des damaligen Generaldirektors Josef Bick berufen und war von 1949 bis 1967 selbst Generaldirektor der Bibliothek. Der legendär autoritäre Bibliothekchef bemühte sich um eine Modernisierung des Betriebs der Bibliothek. Ein besonderes Anliegen war ihm die Faksimilierung wertvoller Handschriften.

## Auszeichnungen
- 1976 Wissenschaftspreis des Landes Niederösterreich